# Спагетти

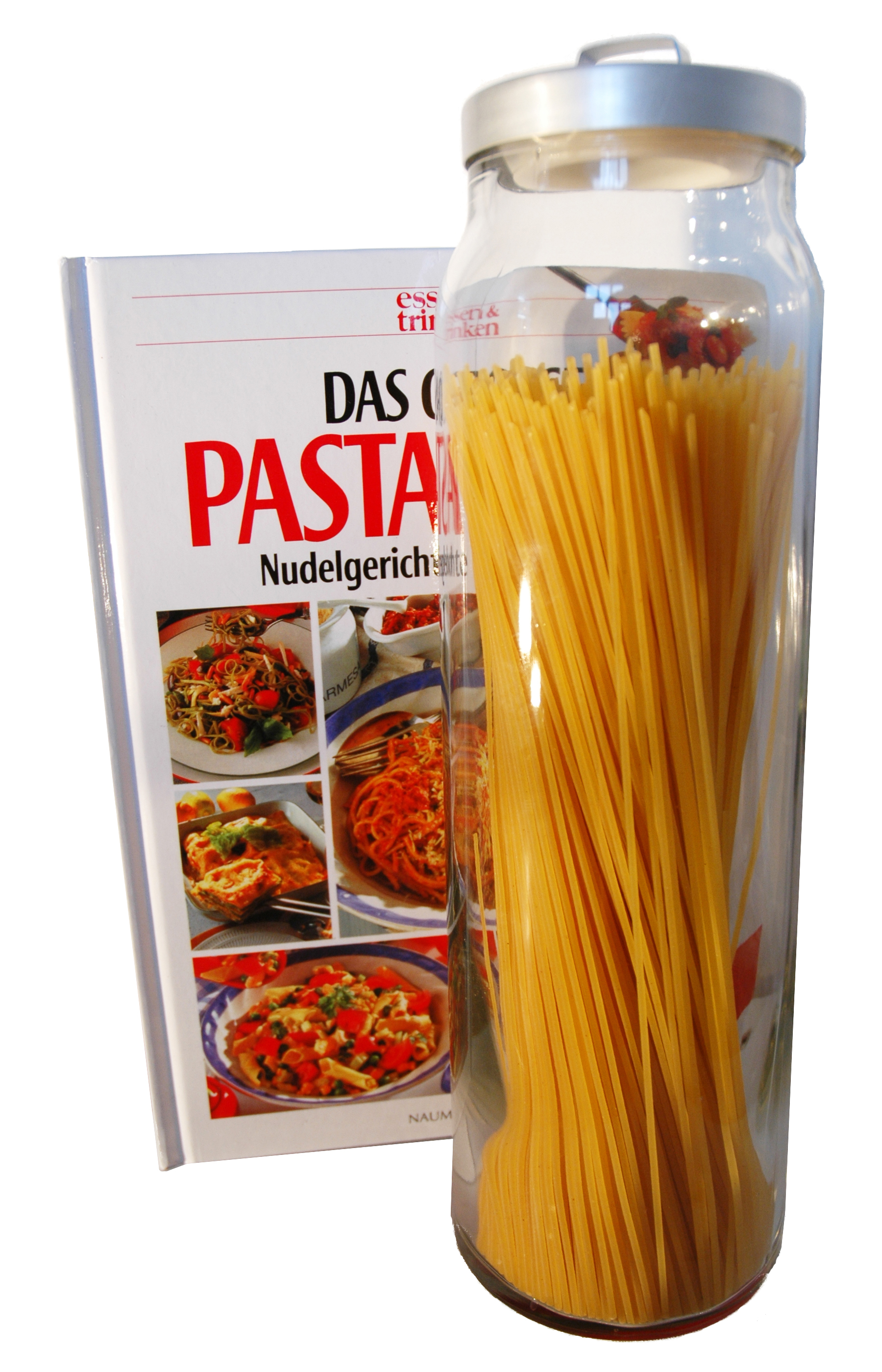

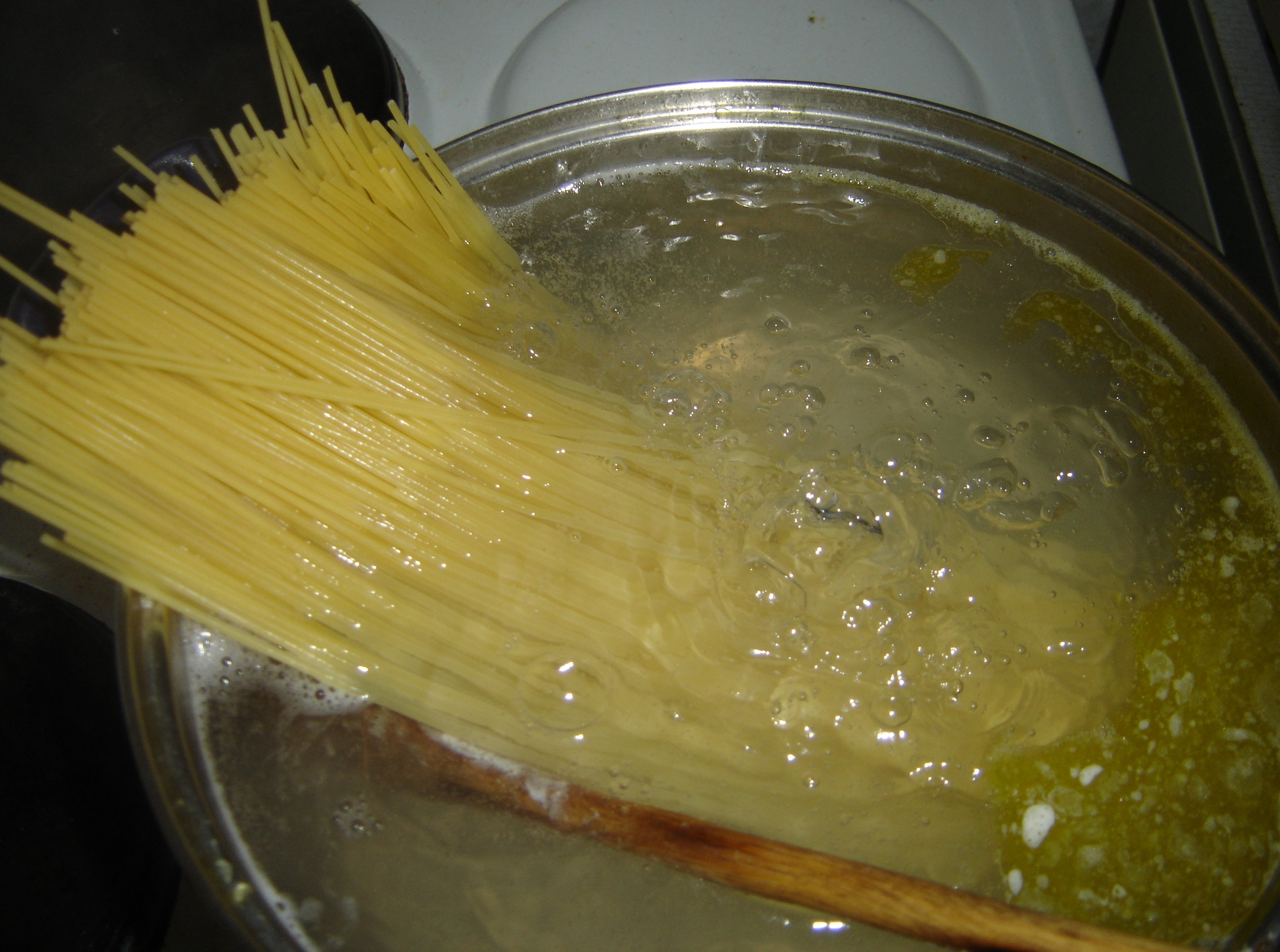
Момент погружения в кипящую воду

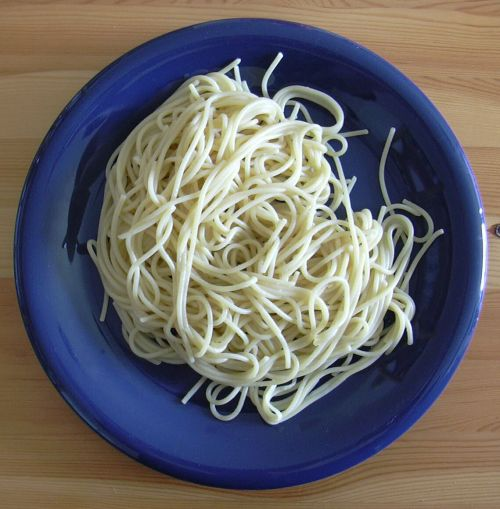
В готовом виде

Спаге́тти (мн. ч. итал. spaghetti, от ед. ч. spaghetto — «тонкая бечёвка; шпагат») — итальянское название длинной тонкой прямой вермишели, нитевидных макаронных изделий длиной до 50—75 см и диаметром около 2 мм.
Родиной спагетти является Италия и их широко используют в итальянской кухне, часто подают с томатным соусом. Являются основой многочисленных итальянских блюд, например: Spaghetti Napoli («спагетти по-неаполитански») — с томатным соусом, Spaghetti all’Aglio ed Olio («Спагетти алио и олио» — спагетти с чесноком и маслом) — с горячим оливковым маслом и слегка обжаренным в нём чесноком.
Символ спагетти в Юникоде — 🍝.

## История
Спагетти родились на Сицилии. В городе Понтедассио, неподалёку от Генуи, открыт Музей спагетти, где собраны сотни рецептов приправ и соусов. Также там есть нотариальный акт (из архива Генуи) от 4 февраля 1279 года, подтверждающий существование кулинарного изделия из теста под названием «макаронис».
Традиционным центром «праздника макарон» считается городок Граньяно, недалеко от Неаполя. Причиной этого, возможно, является то, что в найденных там документах, датированных 1502-м годом, описывается процесс изготовления «маккарони», которые стали впоследствии одним из самых популярных в мире блюд и символом Италии.
Ныне в районе Граньяно сосредоточено до десятой части всех итальянских фабрик по производству пасты, которые поставляют три миллиона тонн макарон на рынки Европы, Азии, Америки и Австралии.
К 1955 году годовое потребление спагетти в Италии увеличилось вдвое: с 14 кг на человека до Второй Мировой войны до 28 кг. К тому году Италия изготовила 1,432,990 тонн спагетти, из которых 74 000 было экспортировано, и имела производительную мощность в 3 миллиона тонн.

## Виды спагетти
В Музее спагетти демонстрируются 176 видов макаронных изделий. Итальянское слово «spaghetti» — это не вся лапша, а строго определённый вид итальянской пасты. Изначально длина спагетти составляла 50 см, однако со временем по причинам экономии места для хранения их уменьшили до настоящей длины, 25 см. Хотя и сейчас в продаже можно найти спагетти изначальной длины, которые изготовители-энтузиасты причисляют к спецформатам.
Спагетти, как правило, подаются с каким-либо соусом, разновидностей которого существует свыше 10 тысяч. Практически всё, что есть съедобного, может быть использовано в качестве «добавки» к спагетти. Изготовление приправ к пасте — одна из самых почитаемых в Италии «наук». В обществе очень ценятся мастера, знающие толк в приправах.
В каждой из 20 областей страны предлагаются свои смеси. Поскольку почти все области Италии выходят к морю, практически повсеместно к пасте предлагаются морепродукты. В «сухопутных» районах — Валле-д’Аоста, Трентино-Альто-Адидже, а также в восточной Тоскане основу приправ составляют дары леса и фермерских хозяйств. Так, в Сиене кулинарная визитная карточка — спагетти с достаточно большим количеством мясного фарша. Так повелось со средних веков, когда жители города-крепости отражали нападения врагов и бойцам требовалась незатейливая, но при этом сытная пища. На островах Сицилия и Сардиния к спагетти подаются морепродукты: рыба, каракатицы, кальмары, моллюски, крабы, лангусты. В историческом квартале Рима — Трастевере — вам предложат спагетти с соусом «путтанеска» из маслин, каперсов, анчоусов и помидоров.
В Генуе предлагается знаменитая местная приправа зелёного цвета — «песто алла дженовезе», которая состоит из листочков базилика, чеснока, плодов ореха средиземноморской сосны и овечьего сыра. Сегодня «песто по-генуэзски» — один из изысков итальянской кухни.
В области Лацио и в Риме традиционным соусом считается карбонара (spaghetti alla carbonara) — соус из яиц, кусочков обжаренного гуанчале, молотого перца и сыра пекорино.

## Дополнительные факты
- В фильме «Ешь, молись, люби» на 44-й минуте в цирюльне есть персонаж — Лука Спагетти, чья семья якобы изобрела этот продукт.
- Существует религия, в которой богом является летающий монстр из спагетти с фрикадельками (см. Пастафарианство).